# Браслав (князь Паннонської Хорватії)
Браслав (хорв. Braslav; *д/н - †896/900) — останній князь Паннонської Хорватії у 882—896/900 роках.

## Життєпис
Відсутні певні відомості про батьків Браслав. Через деякий час після смерті князя Світимира зійшов на княжий трон. Браслав правил землями в межиріччі Драви і Сави (так званої Нижньої Паннонії, відомої зараз як Славонія) як васал Імперії франків.
В цей час тривала війна між франкським королем Арнульфом Каринтійським і Святоплуком I, князем Великої Моравії. Спочатку останній у 882-883 роках завдав поразки франкам і військам Браслава. Той лише у середині 884 року зумів повернути своє володіння. Згодом Браслав брав участь в двох походах франків на Велику Моравію в 887, 891 і 892 роках, проте без значного успіху.
Після смерті Святополка I в 894 році Паннонія піддалася нападам угорців. Вони зайняли межиріччя Тиси та Дунаю. У критичній ситуації імператор Арнульф вирішив віддати Браславу територію колишнього Блатенського князівства, проте той не зміг зупинити угорців: близько 900 року кочівники захопили всі його землі. Ймовірно Браслав загинув. З цим існування князівства Паннонська Хорватія та Блатенське князівство припинило своє існування.